# Pfalz D.XIV
Il Pfalz D.XIV fu un biplano da caccia  prodotto dall'azienda tedesca Pfalz alla fine degli anni dieci del XX secolo e testato dalla Luftstreitkräfte, il servizio aereo dell'esercito imperiale tedesco, durante la prima guerra mondiale.

## Storia del progetto
Il Pfalz D.XIV era un derivato del modello D.XII; infatti utilizzava la stessa fusoliera e le stesse ali. Il D.XIV differiva dal precedente principalmente per la sostituzione del motore Mercedes D.IIIü  da 180 CV con il più potente, ma anche più pesante Benz Bz.IVü da 200 CV. Per far fronte alla maggiore potenza e al maggior peso, il D.XIV era caratterizzato da alettoni e stabilizzatori più grandi rispetto al precedente modello. Alcuni prototipi vennero testati al concorso Adlershof da cui scaturì un primo piccolo ordine di preproduzione.

## Impiego operativo
I primi esemplari furono consegnati molto velocemente, tuttavia il D.XIV non vide il servizio attivo in quanto non offriva un sensibile aumento delle prestazioni rispetto al D.XII, e il motore Benz Bz.IVü era inoltre necessario per gli aerei da ricognizione.